# Три квитки до Пригоди
Три квитки до Пригоди (англ. Three singles to Adventure) — пригодницька повість британського натураліста, письменника Джеральда Даррелла, написана у 1953 році. Вийшла друком 1954 році у видавництві Faber&Faber. В перекладі українською була видана у 2022 році.

## Сюжет
В повісті розповідається про подорож у Гвіану з метою відбору рідкісних тварин на замовлення декількох англійських зоопарків.
Обираючи на карті місто для початку експедиції, Даррелл із товаришами, за порадою одного з них, приймає рішення прямувати до містечка із назвою Adventure (Пригода). На своєму шляху учасники експедиції відвідують гвіанську саванну та загадковий Річковий край. Вони потрапляють у різноманітні пригоди, знайомляться з цікавими, незвичайними людьми та відловлюють близько п'ятисот тварин: від риб та жаб до мурахоїда і врешті-решт повертаються до Англії.

## Критика
На думку, викладену в українському інтернет — виданні  Gazette від 30.09.2020, «Три квитки до Пригоди»  дає зрозуміти, що «люди іноді занадто неспокійні та безтурботні, а світ — прекрасний і його треба берегти».
За Всеукраїнським рейтингом «Книжка року-2022», «Три квитки до Пригоди» визнана однією з кращих книг у номінації «Книжки для юнацтва».